# Садгорский монетный двор
Садгорский монетный двор (укр. Садогурська монетарня) — исторический монетный двор на Буковине. Заложен 24 февраля 1771 года. Дал начало поселению ремесленников Садгора, ныне — район Черновцов.
Во время русско-турецкой войны 1768—1774 годов перед российским правительством встала задача обеспечить монетными знаками российские войска. Было принято решение чеканить деньги из трофейных турецких орудий. Решить эти вопросы согласился Петр-Николай Гартенберг-Садогурский, выходец из Дании. Именно он 24 февраля 1771 года заключил контракт на предмет создания буковинского монетного двора и изготовление так называемых пушечных денег. Здесь возникает молодое ремесленное поселение, за которым закрепилось название Садагура. В 1946 году город был переименован в Садгору, а в 1965 году включён в состав Черновцов.